# 유럽 자유 무역 연합
유럽 자유 무역 연합(영어: European Free Trade Association, EFTA)은 유럽 경제 공동체(EEC, 현재의 유럽 연합(EU))에 가입되어 있지 않던 유럽의 7개의 나라가 EEC에 대항하기 위해서 영국이 중심이 되어 1960년에 설립한 자유 무역 연합이다. 현재는 일부 국가가 탈퇴하여 총 4개의 국가가 가입되어있다.

## 개요
1960년 5월 3일에 영국, 오스트리아, 스웨덴, 스위스, 덴마크, 노르웨이, 포르투갈 7개국에 의해 결성되었다. 1961년에는 핀란드가 준회원국으로 가입했고 1970년에는 아이슬란드가 가입했다. 핀란드는 1986년에 정회원국으로 격상되었다.
1973년에는 영국, 덴마크가 유럽 경제 공동체(EEC)에 가입하면서 탈퇴했고 1986년에는 포르투갈도 EEC에 가입하면서 탈퇴했다. 1991년에는 리히텐슈타인이 가입했고 1995년에는 오스트리아, 스웨덴, 핀란드가 유럽 연합(EU)에 가입하면서 탈퇴했다.
냉전 시대가 끝난 뒤, 유럽 연합(EU)과 유럽 확대 통일 시장을 만들기 위해 EFTA 가입국은 EU 가입국과 같이 1994년에 유럽 경제 지역(EEA)을 설립했다.(스위스는 1992년 국민투표로 EEA 협정 비준을 부결했다.) EEA는 자유 무역 지역이며 EU의 역내 시장과 똑같이 상품, 서비스, 사람, 자본의 자유로운 이동이 보장되고 있다. 다만 EEA는 EU의 공통 통상 정책을 포함하지 않으며 관세 동맹이 아니다.

## 가입국
현재 EFTA에 가입되어 있는 4개의 국가 모두 유럽 연합(EU)에는 가입되어 있지 않다.
- 아이슬란드
- 노르웨이 - 노르웨이는 1972년과 1994년 두 번 국민투표로 EU 가입 조약 비준을 부결했다.
- 스위스 - 스위스는 1997년과 2001년 두 번 국민투표로 EU와의 가입 교섭 개시안을 부결했다.
- 리히텐슈타인

## 같이 보기
- 유럽 연합(EU)
- 유럽 공동체(EC)
- 유럽 경제 공동체(EEC)
- 유럽 경제 지역(EEA)
- 자유 무역 협정(FTA)